# Останній притулок (фільм)
Останній притулок (англ. Graves End) — американський трилер 2005 року.

## Сюжет
У місті Грейвс Енд викрадений чотирирічний син багатого фінансиста, і злочинці вимагають викуп. Справу веде агент ФБР Пол Рікмен, але все закінчується жорстокою смертю дитини. Викрадач Люк Девілін заарештований, але пізніше звільнений за відсутністю доказів. Він повертається в місто Грейвс Енд. Пізніше Люк Девілін виявлений мертвим в лісі і агент Рікмен направляється в місто для подальшого розслідування. Він виявляє, що злочинці, які приїжджають в місто просто зникають. Тим часом, психопат Біллі також приїжджає в місто, залишаючи за собою кривавий слід.

## У ролях
| Актор           | Роль                        |
| --------------- | --------------------------- |
| Ерік Робертс    | Таркінгтон Александр Грейвс |
| Стівен Вільямс  | Пол Рікмен                  |
| Деніел Робак    | шериф Хупер                 |
| Валері Микита   | Кріссі Грейвс               |
| Фейрлі Тулл     | Моді                        |
| Едвард Перотті  | Док                         |
| Скай Солейл     | Біллі                       |
| Нік Стеллейт    | Люк Девілін                 |
| Ентоні Сантуччі | Тедеско                     |
| Джо Віка        | Марк                        |